# Fajã do Ouvidor

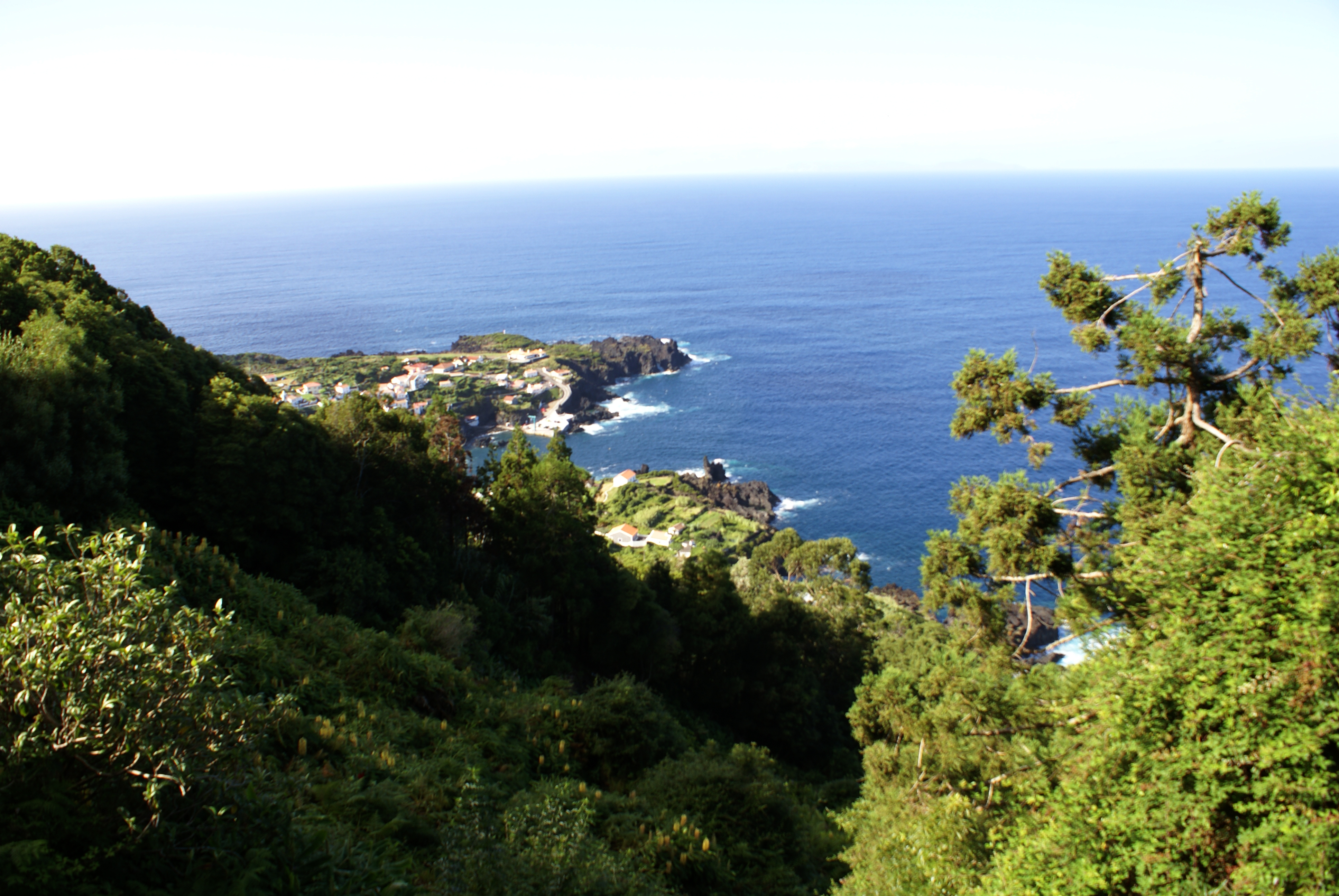
Fajã do Ouvidor, vista geral.

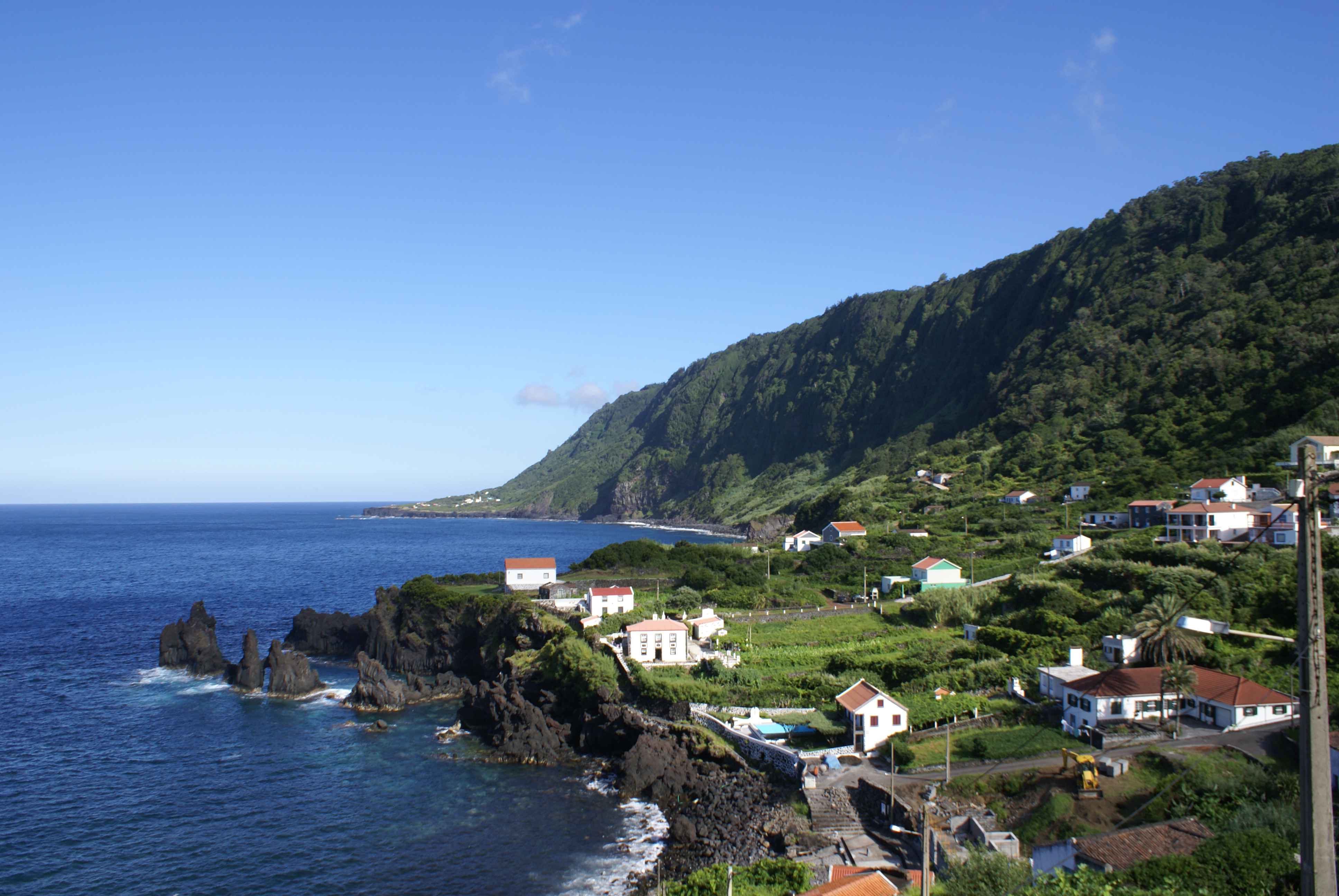
Fajã do Ouvidor, povoado.

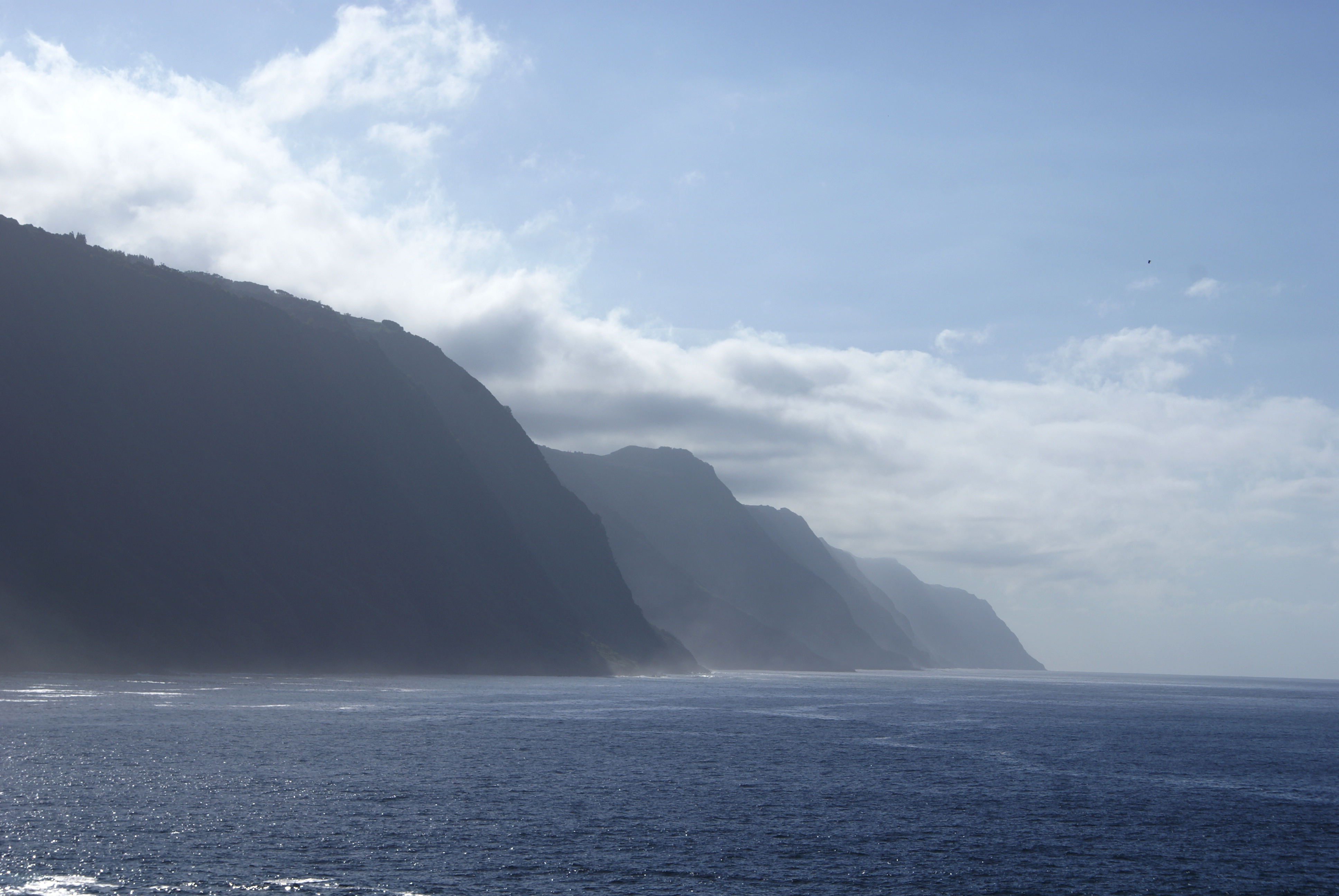
Fajã do Ouvidor, a grandiosidade das falésias.

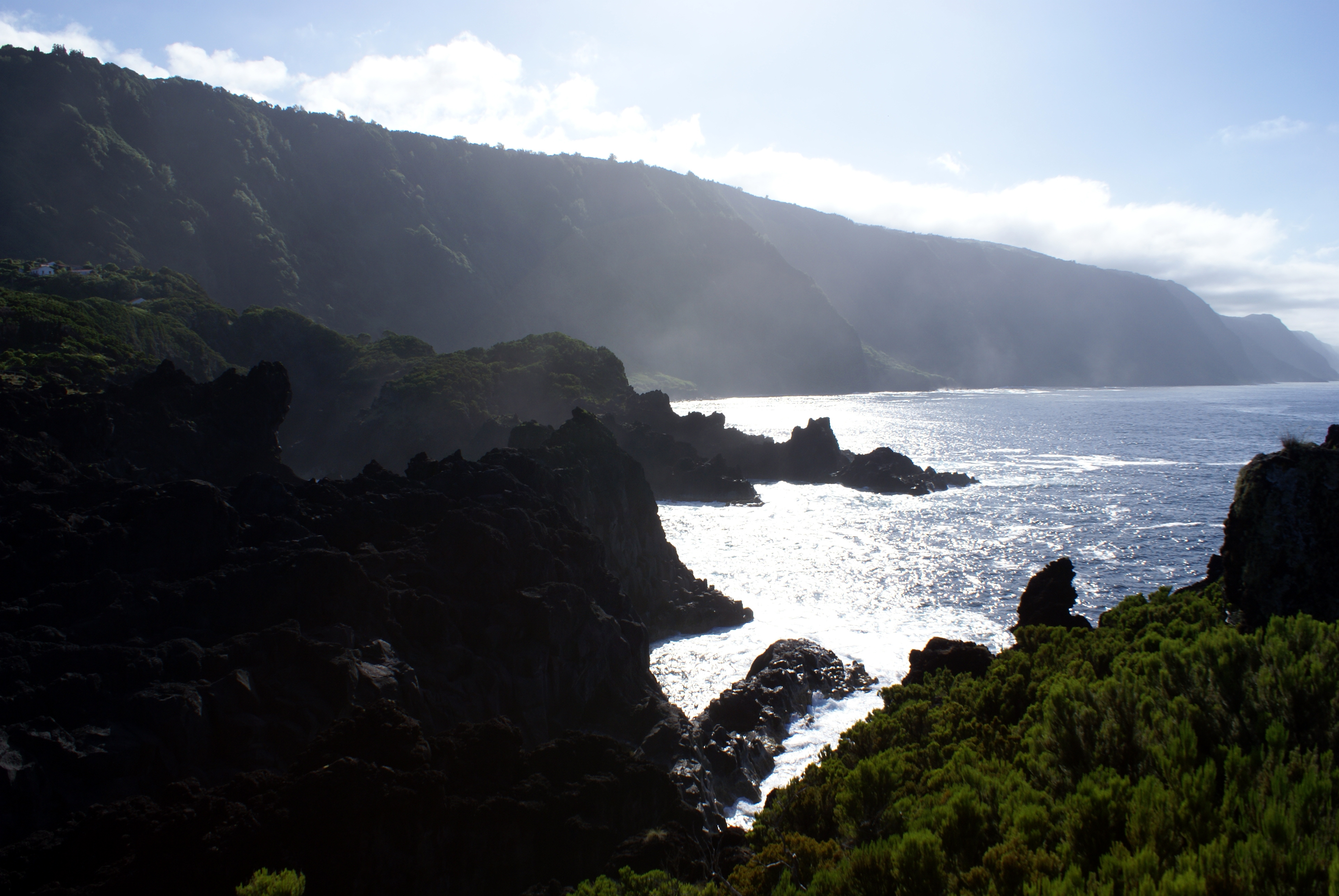
Fajã do Ouvidor, vista da costa.

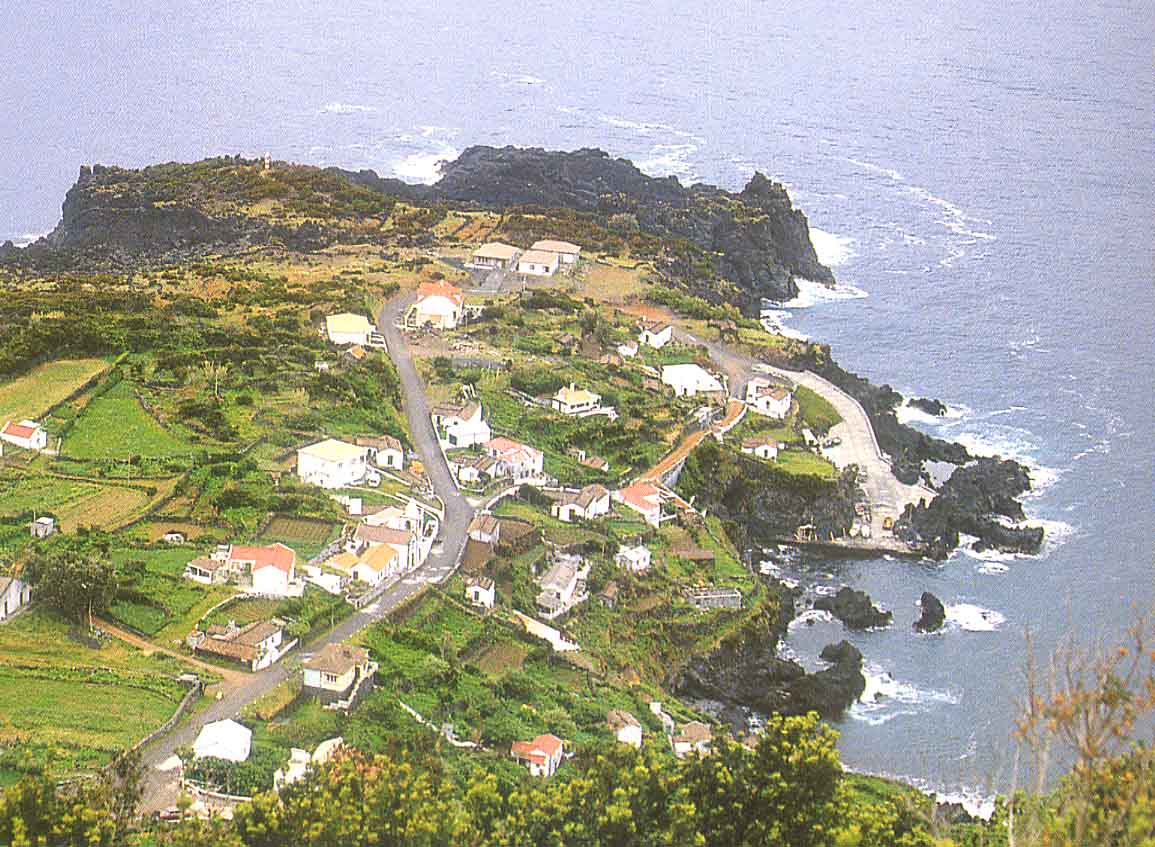
Fajã do ouvidor.

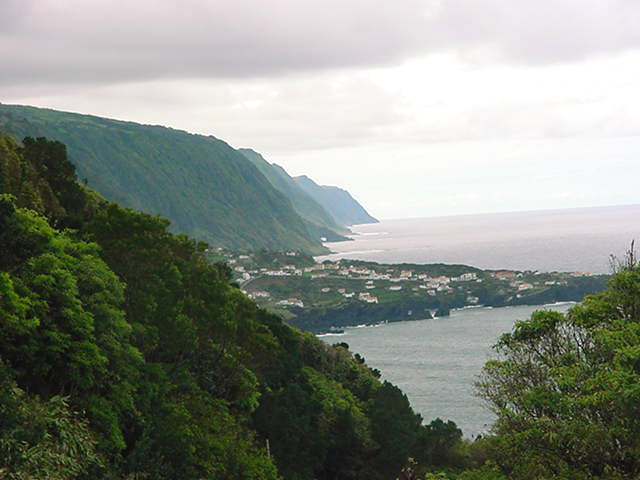
Fajã do Ouvidor à diastância, ilha de São Jorge, Açores, Portugal.

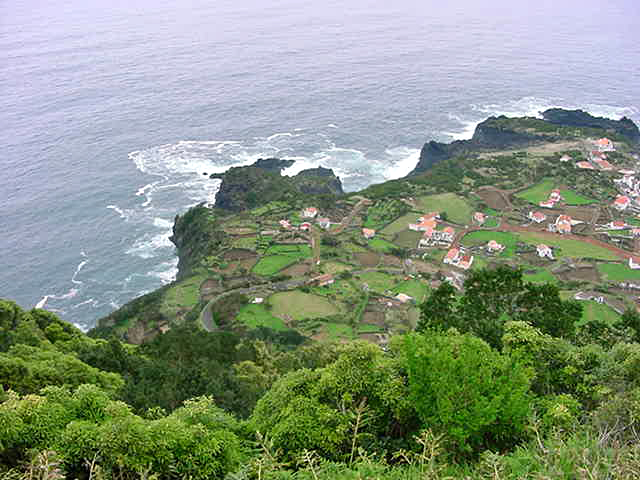
Vista Parcia da Fajã do Ouvidor, ilha de São Jorge, Açores, Portugal.

A Fajã do Ouvidor é uma fajã portuguesa que pertence à freguesia no Norte Grande, concelho das Velas e é uma das maiores fajãs da ilha de São Jorge, situada na costa Norte da ilha sobranceira a uma falésia que ronda os 400 metros de altura faz parte da freguesia do Norte Grande, Concelho de Velas. É também conhecida por fajã do Porto.
Toma o seu nome do facto de Valério Lopes de Azevedo, Ouvidor do Capitão do Donatário, ter sido um dos seus principais proprietários.
Corria o ano de 1948 os moradores abriram à sua custa um caminho, desde o local denominado da vigia até à fajã. Actualmente o caminho de acesso está em óptimas condições para qualquer viatura.

## Descrição
Tem cerca de vinte e cinco a trinta casas antigas. De todas as casas da fajã só à volta de onze são habitadas durante todo o ano. Nesta fajã o número de casas modernas está a crescer rapidamente, correndo o risco de ultrapassar o número de casas antigas o que descaracteriza bastante a paisagem.
É a única fajã de São Jorge que possui discoteca, café, restaurante, farol e uma casa com piscina.
No século XVII, mais ou menos a meio do caminho para a fajã houve um posto de vigia da baleia do qual não restam vestígios.

## Património e tradições
A fajã tem um templo, a Ermida de Nossa Senhora das Dores, datada de 1903, que não possui imagens antigas nem arquivos que são feitos na Paróquia do Norte Grande.
A festa Nossa Senhora das Dores é no terceiro domingo de Setembro, com missa cantada, sermão e procissão em pagamento de promessas dos devotos.
O porto de pesca, bem cuidado, tem guindaste. Existem diversos barcos de recreio e de pesca. Aqui pesca-se com anzóis e redes pequenas,  e tarrafas, confeccionadas nesta fajã, algumas delas ainda estão conservadas. 

## Fauna e ecossistemas
Os peixes mais abundantes nas águas desta zona são: a veja, a moreia, a anchova, a garoupa, o bodião e também alguns mariscos como o caranguejo e a lapa.
As aves mais vulgares e que variam durante as estações do ano são: o cagarro, o garajau a garça, a lambandeira, o pardal e o melro. Durante o Verão vão aparecendo outras espécies.
Tal como a fajã de Além, tem muitas ribeiras. Pode destacar-se a Ribeira da Casa Velha, com bastante enguia, a Grotinha do Furão e a Ribeira do Ilhéu. Tem duas fortes nascentes: a da Abelheira, que se encontra na estrada que leva à fajã do Ouvidor, e a do Caminho Velho. Tem Também dois chafarizes, um no Porto Grande e outro no Largo.
Esta fajã é muito conhecida pelas suas formações geológicas junto à costa, geralmente denominadas por "Poças". Estas formações vulcanicas deram origem a piscinas naturais que por sua vez deram  origem a óptimas zonas balneares. A maior e mais conhecida é a Poça de Simão Dias.
Na costa da fajã do Ouvidor existem diversas furnas formadas pela erosão marinha, uma das quais abaixo do cais. A maior chama-se Furna do Lobo e tem cerca de cinquenta metros de comprimento. A visita a esta furna só e possível utilizando um barco.

## Turismo
No Verão vivem aqui cerca de trinta famílias e também vêm veraneantes e turistas, sendo esta, talvez, a fajã mais visitada de São Jorge.
No Inverno a afluência é menor, restringindo-se a pessoas que lá vão tratar do gado e cultivar as terras.
As principais culturas são: a batata, o feijão, o milho, a vinha, o alho e a cebola.